# Electronic Data Systems
Electronic Data Systems (EDS) (NYSE: EDS, LSE: EDC) va ser una empresa nord-americana de consultoria de tecnologies de la informació, fundada el 1962 per Ross Perot. Amb seu central a Plano, Texas, la companyia va ser adquirida per General Motors el 1984, i el 1996 es va convertir novament en una empresa independent. El 2004, donava feina a 117.000 persones en 60 països, i va reportar guanys per 20.700 milions de dòlars. EDS va ser una de les més grans empreses de serveis, segons la llista Fortune 500.
Durant el 2004, el 56 % dels guanys van venir d'Amèrica; el 27 % d'Europa, Orient Mitjà, i Àfrica; el 5 % d'Àsia del Pacífic; el 4 % d' A.T. Kearey (subsidiària); i el 8 % d'" altres", com canvi de moneda, venda d'actius, etc. Els guanys per Serveis van ser: Infraestructura 52 %, Aplicacions 24 %, Business process outosurcing (BPO) 12 %, A.T. Kearney 4 %, i altres 8 %.
Un fet significatiu de la seva història és que just abans del derrocament del Xa a l'Iran de 1979, EDS estava desenvolupant un sistema de Seguretat Social al país. Dos dels seus empleats van ser detinguts sense acusacions concretes i Ross Perot, president de l'empresa en aquest moment, va organitzar un rescat clandestí. Aquests fets van ser narrats per l'escriptor Ken Follett, en el seu llibre Les ales de l'àguila.
Els principals clients d'EDS a nivell mundial inclouen al Grup BIMBO, General Motors, KarstadtQuelle, Kraft, la Marina dels Estats Units i el Ministeri de Defensa del Regne Unit.
EDS es va establir a Espanya el 1980 i dona feina a unes 3.000 persones. Compta amb oficines a Sant Cugat del Vallès i Saragossa. Els principals clients d'EDS a Barcelona i Saragossa són La Caixa i Opel respectivament.
El 13 de maig de 2008 Hewlett-Packard va adquirir EDS per 13.900 milions de dòlars (8.982 milions d'euros).